# Ballymena United Football Club
El Ballymena United és un club de futbol nord-irlandès de la ciutat de Ballymena.

## Història
El Ballymena United va ser fundat el 7 d'abril de 1928, originàriament anomenat Ballymena Football Club. Després d'unes disputes la temporada 1933-34, el club fou reformant i reanomenat Ballymena United el 1934. Fins al 2007 no ha guanyat mai la lliga nord irlandesa de futbol, en canvi, ha estat sis cops campió de copa.

## Palmarès
- Copa nord irlandesa de futbol: 6
  - 1929, 1940, 1958, 1981, 1984, 1989
- Lliga nord irlandesa-First Division: 1
  - 1996/1997
- Gold Cup: 1
  - 1974/75
- County Antrim Shield: 4
  - 1947/48, 1950/51, 1975/76, 1979/80
- Ulster Cup: 2
  - 1960/1961, 1980/1981
- City Cup: 1
  - 1971/1972
- Festival of Britain Cup: 1
  - 1951/1952

## Jugadors destacats
- Jim Platt
- Nigel Worthington
- Glenn Hunter
- John O'Loughlin
- Jimmy Kelly